# Johannes Gehrts
Johannes Gehrts (St. Pauli, 26 febbraio 1855 – Düsseldorf, 1921) è stato un illustratore tedesco di spicco, le cui opere sono state inserite in quotidiani di successo come il Die Gartenlaube, in libri illustrati per bambini e nelle opere dell'amico Felix Dahn.

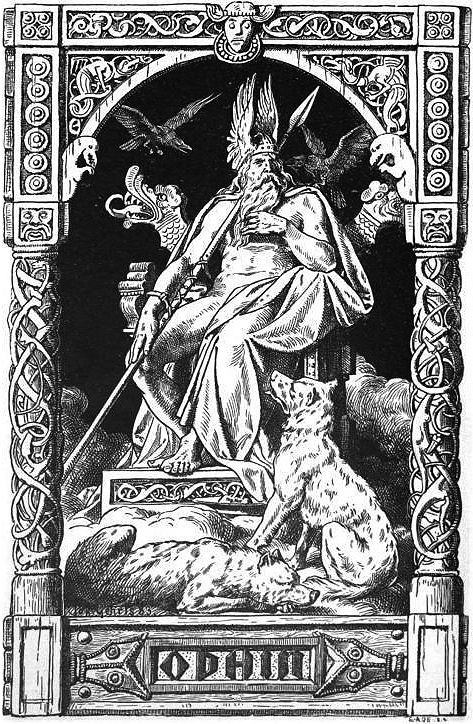
Odino con i suoi corvi Huginn e Muninn e i lupi Geri e Freki in una xilografia di Gehrts del 1901

Fratello di Carl Gehrts (1853-1898), rappresentava episodi e personaggi delle mitologie germanica e norrena, saghe e leggende, storie di pirati, avventure e fiabe. Illustrò tra le altre cose anche alcuni resoconti delle spedizioni scientifiche del fisico e antropologo tedesco Karl von den Steinen.
Gehrts frequentò l'accademia d'arte di Weimar dal 1873 al 1876, per poi trasferirsi a Düsseldorf nel 1884, dove si spegnerà nel 1921.

## Galleria d'immagini

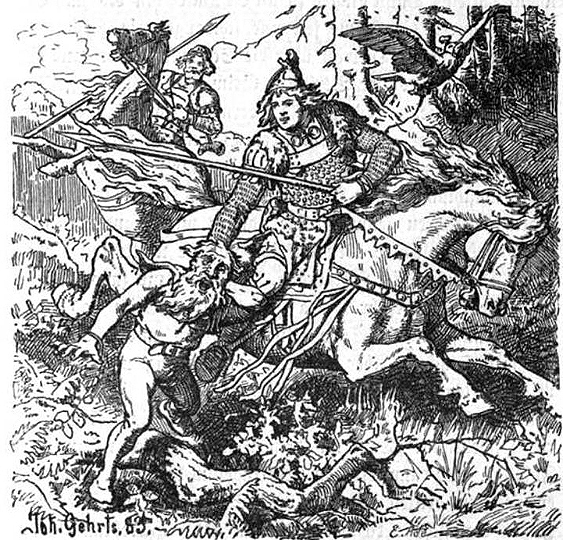
Dietrich cattura il nano Alfrich (1883)
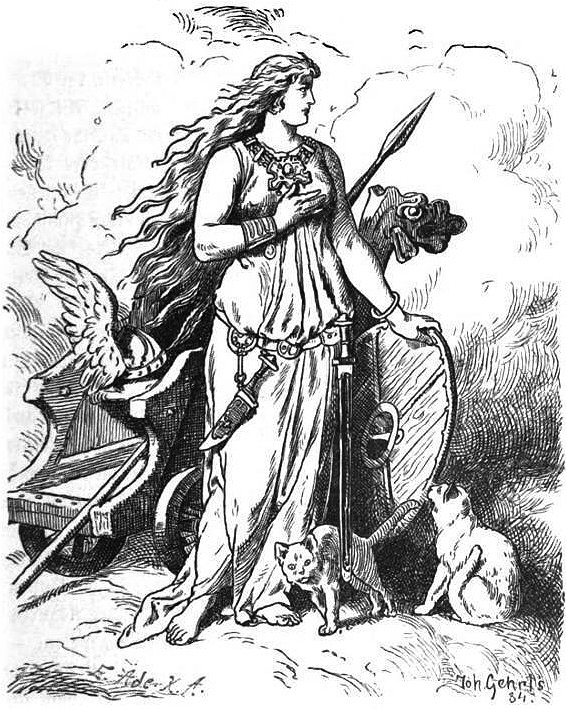
Freya
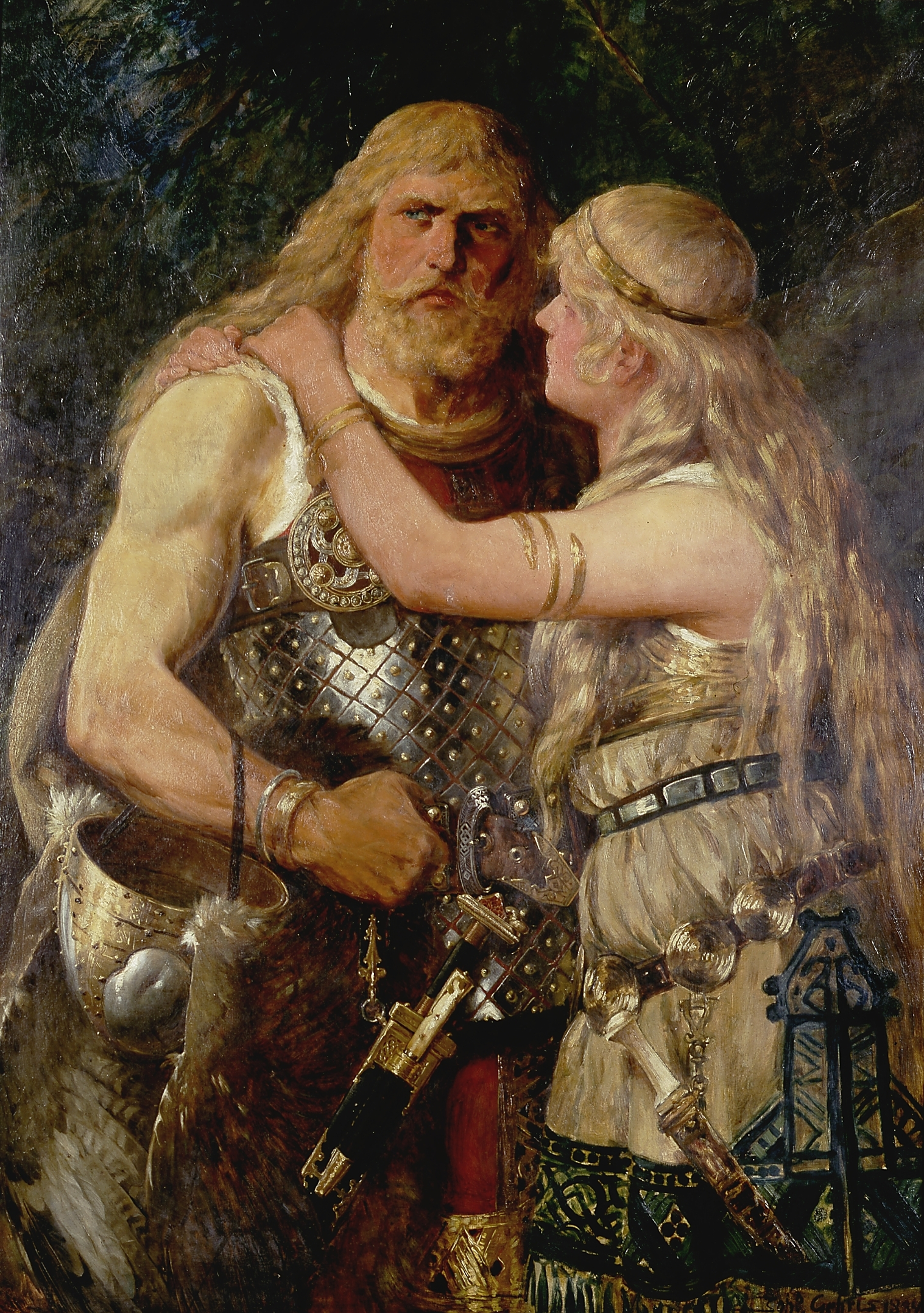
Arminio dice addio a Thusnelda (1884)
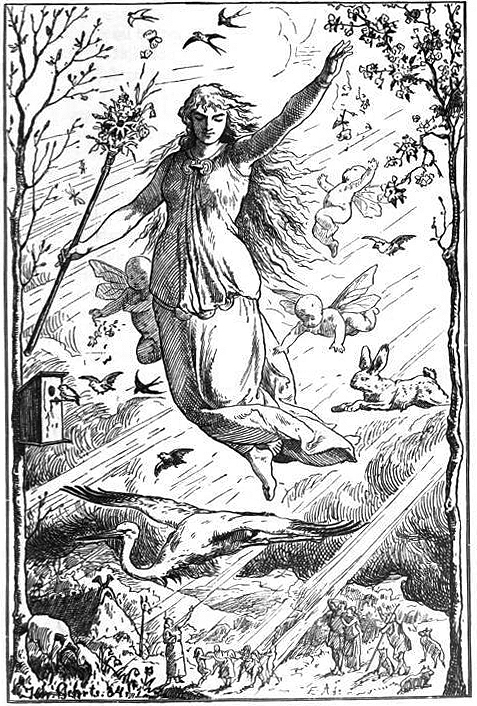
Ostara (1884)
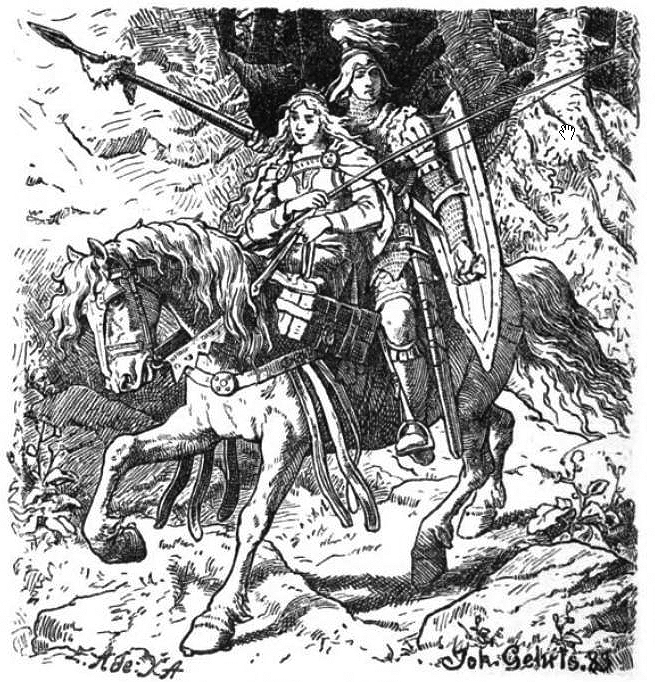
Walther e Hildegund in fuga (1883)
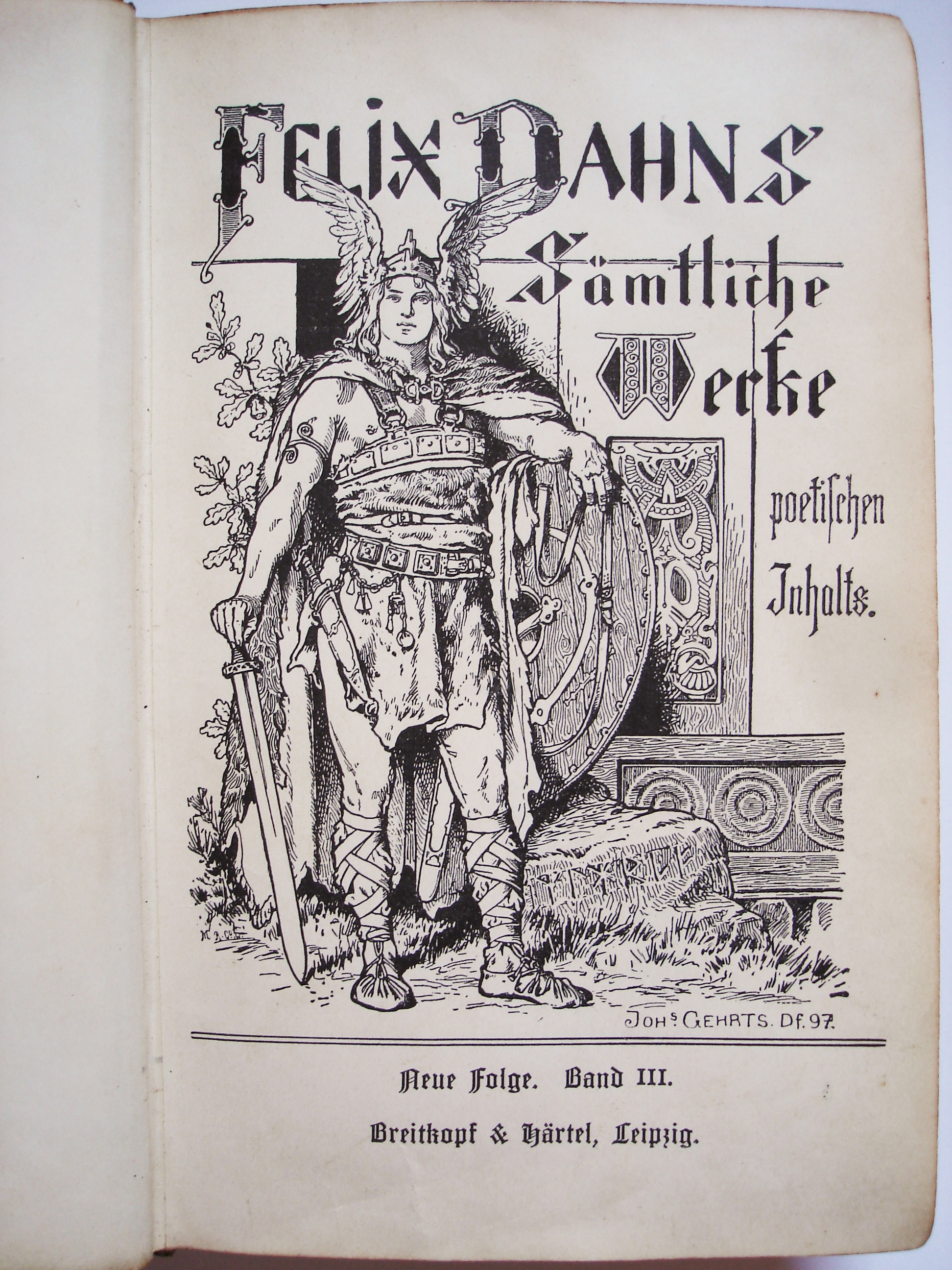
Copertina per un'opera di Felix Dahn
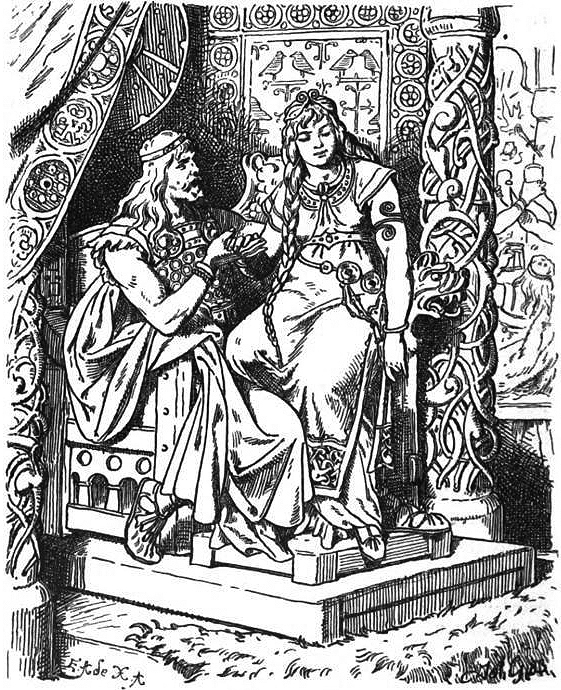
Oserich e Oda
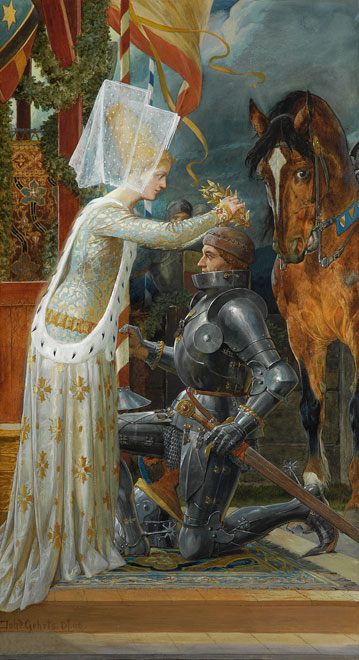
Il cavaliere Ivanhoe